# Volo Daallo Airlines 159
Il volo Daallo Airlines 159 era un collegamento di linea internazionale operato dalla compagnia aerea di proprietà somala Daallo Airlines. Il 2 febbraio 2016 si verificò un'esplosione a bordo dell'aereo 20 minuti dopo il decollo da Mogadiscio. L'aereo riuscì a rientrare in sicurezza all'aeroporto, riportando una vittima (l'attentatore). Un'indagine successiva indicò che l'esplosione era stata causata da una bomba, fatta esplodere in un attacco suicida. Il gruppo militante islamista Al-Shabaab rivendicò la responsabilità dell'attentato. Un totale di dieci persone è stato condannato in relazione a quanto successo.

## L'aereo
Il velivolo coinvolto era un Airbus A321-111 di 19 anni, codice di registrazione SX-BHS, di proprietà della Hermes Airlines e operato da Daallo Airlines al momento dell'incidente. L'aereo era stato consegnato a Daallo Airlines il 5 gennaio 2015. Era stato precedentemente operato da Hermes Airlines, Air Mediterranee, Myanmar Airways International e Swissair. Il numero di serie del produttore dell'aereo (MSN) è 642 ed aveva volato per la prima volta il 6 gennaio 1997. L'aereo era stato consegnato a Swissair il 21 gennaio 1997. Era dotato di due motori CFM International CFM56 ed aveva una configurazione all-economy da 220 posti. Nel marzo 2013 uscì di pista dopo l'atterraggio all'aeroporto di Lione-Saint-Exupéry.
Il 9 agosto 2016 l'aereo è stato portato all'aeroporto internazionale Regina Alia per lo stoccaggio.

## L'incidente
Il 2 febbraio 2016, 20 minuti dopo il decollo da Mogadiscio, Somalia, alle 11:00 ora locale, in rotta verso la città di Gibuti, a un'altitudine di circa 14 000 piedi (4 300 m), si verificò un'esplosione a bordo che aprì un foro nella fusoliera dietro il portellone R2. Quel giorno venne riportato che l'esplosione era accaduta molto probabilmente vicino ai sedili 15/16F, nel traverso dell'attaccatura dell'ala anteriore e dei serbatoi di carburante. C'erano 74 passeggeri e 7 membri dell'equipaggio a bordo al momento dell'incidente.
Reagendo all'esplosione, gli assistenti di volo spostarono i passeggeri nella parte posteriore dell'aereo. I piloti allertarono la torre di Mogadiscio, segnalando un problema di pressurizzazione, ma non dichiararono emergenza. L'aereo tornò all'aeroporto Internazionale Aden Adde effettuando un atterraggio d'emergenza. Vennero segnalati due feriti; il corpo bruciato dell'attentatore suicida era caduto dall'aereo e atterrato nella città di Dhiiqaaley vicino a Balad, in Somalia; venne trovato dai residenti nelle vicinanze.
Il volo aveva subito un ritardo prima della partenza, quindi al momento dell'esplosione l'aereo non era ancora alla quota di crociera e la cabina non era ancora completamente pressurizzata. Si pensava che un laptop fosse stato attrezzato con un timer per far esplodere la bomba durante il volo.
Secondo Mohamed Ibrahim Yassin Olad, l'amministratore delegato di Daallo Airlines, l'attentatore suicida e 69 degli altri 73 passeggeri a bordo avrebbero dovuto imbarcarsi su un volo della Turkish Airlines, cancellato la mattina del 2 febbraio a causa del maltempo. Ciò aveva portato Daallo Airlines a portare i passeggeri a Gibuti, dove sarebbero stati trasferiti su un aereo della Turkish. La cancellazione del volo turco è stata confermata da Yahya Ustun, portavoce della compagnia.

## Le indagini
L'Autorità per le indagini sugli incidenti aerei della Somalia (SAAIA) dichiarò, il 3 febbraio, che una persona era scomparsa dall'aereo una volta tornato a Mogadiscio, confermando in seguito che il corpo della persona scomparsa era stato trovato vicino a Balad. La National Intelligence and Security Agency condusse un'indagine sull'attentato, in collaborazione con le autorità aeroportuali e la polizia locale. Daallo Airlines, in un'intervista, disse che un team tecnico della Hermes Airlines, il proprietario dell'Airbus, nonché l'omonimo produttore dell'aereo, avevano un ruolo attivo nell'indagine. Anche l'FBI contribuì.
I primi test dei danni sul volo 159 confermarono tracce di residui di esplosivo. Si pensava che una bomba, forse nascosta all'interno di un computer portatile, fosse stata portata sull'aereo da una persona in sedia a rotelle. Si ritiene che il passeggero fosse stato trasferito in un posto normale dopo essere stato portato sull'aereo. Due passeggeri dell'aereo, tra cui uno che era seduto sul sedile accanto, furono arrestati con l'accusa di essere suoi complici. Il 6 febbraio, il ministro dei trasporti Ali Ahmed Jama confermò che l'esplosione era stata causata da una bomba che "avrebbe dovuto uccidere tutti a bordo".
Le autorità somale hanno identificato il passeggero deceduto come Abdullahi Abdisalam Borleh, un uomo di 55 anni di Hargeisa, capitale della regione Somaliland della Somalia, ma non confermarono che probabilmente fosse l'attentatore suicida. Borleh era un insegnante in una scuola islamica e disse che sarebbe andato all'estero per motivi di salute, secondo lo sceicco Mohamed Abdullahi, un imam della moschea di Hargeisa. Un funzionario federale somalo dichiarò che Borleh era stato monitorato dagli agenti di sicurezza, "ma non lo avevamo mai considerato pericoloso". Un alto funzionario dell'immigrazione somalo disse che Borleh aveva ottenuto un visto turco per lavorare in Turchia come consigliere del ministero degli Esteri. Una lettera sarebbe stata inviata dall'ambasciata somala ad Ankara all'ambasciata turca a Mogadiscio, chiedendo ai suoi funzionari di facilitare un visto per Borleh come "consigliere del ministro degli affari esteri e della promozione degli investimenti". L'ambasciata somala ad Ankara negò di aver mai inviato una lettera del genere.
Una registrazione della telecamera di sicurezza dall'aeroporto mostrava due uomini, apparentemente lavoratori aeroportuali, mentre consegnavano un laptop a Borleh. Dei funzionari statunitensi riferirono della convinzione degli investigatori che l'attentatore avesse qualche tipo di collegamento con il personale della compagnia aerea o dell'aeroporto.
Almeno 20 persone, tra cui funzionari governativi e i due dipendenti della compagnia aerea, vennero arrestate con l'accusa di essere collegate all'attacco. Un pilota serbo, Vlatko Vodopivec, aveva criticato la mancanza di sicurezza intorno all'aereo in aeroporto, descrivendo la struttura come "caotica". In un'intervista con l'Associated Press, Vodopivec spiegò che "la sicurezza è zero. Quando parcheggiamo lì, circa 20-30 persone arrivano sull'asfalto...Nessuno ha un badge o quei giubbotti gialli. Entrano ed escono dall'aereo, e nessuno sa chi è chi...Possono metterci dentro qualsiasi cosa quando i passeggeri lasciano l'aereo".
Mohamed Ibrahim Yassin Olad, CEO di Daallo Airlines, dichiarò che la compagnia aerea avrebbe continuato a volare in Somalia, nonostante l'incidente. "Siamo lì da 25 anni", ha detto. "I nostri sforzi per mantenere la Somalia collegata al resto del mondo continueranno."
Il 13 febbraio, undici giorni dopo l'incidente, il gruppo militante islamista Al-Shabaab, in una dichiarazione via e-mail, rivendicò la responsabilità dell'attacco, affermando che si trattava della "punizione per i crimini commessi dalla coalizione dei crociati occidentali e dalle loro agenzie di intelligence contro i musulmani della Somalia". Al-Shabaab continuò dicendo di aver preso di mira la Turkish Airlines perché la Turchia è uno stato della NATO che sostiene le operazioni occidentali in Somalia e che stavano prendendo di mira i funzionari dell'intelligence occidentale e i soldati della NATO turchi che erano a bordo.

## Condanne penali
Il 30 maggio 2016, un tribunale militare somalo giudicò due uomini colpevoli di aver pianificato l'attentato e di essere membri di al-Shabab condannandoli all'ergastolo. Uno dei due uomini era un ex funzionario della sicurezza dell'aeroporto e l'altro, che aveva finanziato l'attacco, riuscì a sfuggito all'arresto venendo processato in contumacia. Altri otto lavoratori aeroportuali ricevettero una condanna per aver favorito questo crimine, ma non essendo membri di al-Shabab furono stati condannati a pene detentive che andavano da sei mesi a quattro anni. Svolgevano tutti lavori inerenti all'aeroporto, come l'addetto alla sicurezza, l'agente di polizia, il portiere e il funzionario dell'immigrazione.